# 貼現率
貼現率或重貼現率（重貼現率也譯），又稱政策利率（policy interest rate）、基準利率（base rate），為一種基本貨幣政策工具。意指中央銀行為商業銀行提供貼現票據、融通資金時所收取的貸款利率，作為商業銀行向中央銀行借貸的成本。中央银行贷款给商业银行所收取的利率称为贴现率。

## 簡介
貼現率又稱門檻比率，是指商業銀行辦理票據貼現業務時，按一定的利率計算利息，這種利率即為貼現率，它是票據貼現者獲得資金的價格。常用於票據貼現。企業所有的應收票據，在到期前需要資金周轉時，可用票據向銀行申請貼現或借款。銀行同意時，按一定的利率從票據面值中扣除貼現或借款日到票據到期日止的利息，而付給餘額。貼現率的高低，主要根據金融市場利率來決定。

## 香港
在香港，貼現率分為兩級。對銀行持有的外匯基金票據及債券的最初50%，貼現率等於基本利率，其餘的50%則等於基本利率加5厘及當日的隔夜香港銀行同業拆息兩者中的較高者。

## 美國
在美國，貼現率由各間儲備銀行的董事局制定，並由聯邦準備理事會作最終決定。

## 外部連結
- . 香港投資者學會.   [2015-09-14]. （原始内容存档于2003-12-28）.
- . 香港金融管理局.   [2015-09-14]. （原始内容存档于2019-07-24）.
- . Federal Reserve. （原始内容存档于2021-04-17）.